# معتز البسطامي
معتز ماجد البسطامي (مواليد 16 مايو 1996، لاعب كرة قدم قطري من أصول أردنية يجيد اللعب في مركز الوسط مع نادي قطر في دوري نجوم قطر.
لعب مع نادي قطر ونادي الخريطيات ونادي معيذر.